# Klimat pustynny

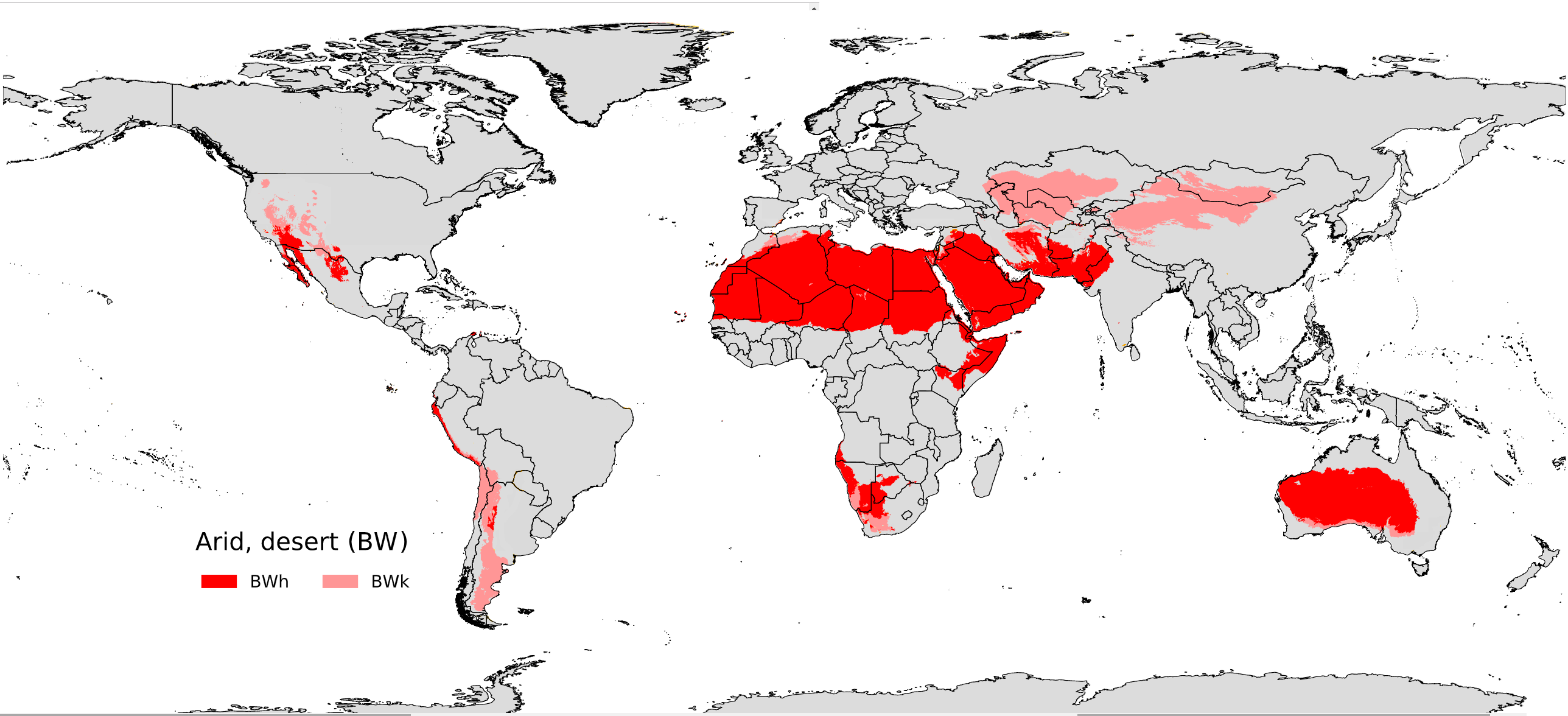
Regiony z klimatem pustynnym gorącym (BWh) i zimnym (BWk)

Klimat pustynny (w klasyfikacji klimatu Köppena BWh i BWk), to klimat, w którym występuje nadmierne parowanie nad opadami. Typowo suche, skaliste lub piaszczyste powierzchnie w klimacie pustynnym zatrzymują niewiele wilgoci i odparowują niewielkie opady, które otrzymują. 
Istnieją dwie odmiany klimatu pustynnego: gorący klimat pustynny (BWh) i zimny klimat pustynny (BWk). W celu określenia „gorących klimatów pustynnych” od „zimnych klimatów pustynnych” najczęściej stosowana jest izoterma średniej rocznej temperatury. Miejsca o klimacie typu BW (najczęściej gorące pustynie) o temperaturze średniej rocznej powyżej 18 °C jest klasyfikowane jako „gorące i suche” (BWh) a poniżej klasyfikowane jako „zimne i suche” (BWk). Obszary klasyfikowane jako BWh występują na 14,2% powierzchni Ziemi stanowiąc najczęściej występujący klimat na powierzchni lądowej naszej planety.